# Иоанн II (герцог Неаполя)
Иоанн II (итал. Ioann II di Napoli; умер в 919) — герцог Неаполитанский в 915—919 годах, сын герцога Неаполитанского Григория IV.

## Биография
Ещё при жизни отца Иоанн участвовал в 915 году в победной для христиан битве при Гарильяно.
Иоанн II во время своего правления продолжал политику отца по поиску союзников в Южной Италии. Всё время своего правления прошли в мире с соседями-христианами. Иоанн II укрепил стены Неаполя и улучшил снабжение войска, благодаря чему разбил арабов в битве при Регии. После этого арабы обязались платить Иоанну дань, которую прекратили выплачивать только после его смерти.
Иоанн II скончался летом 919 года, когда его поразил инфаркт. Позже его тело было перевезено в Константинополь.
Ему наследовал его сын Марин I.